# Distretto di Zorritos
Il distretto di Zorritos è un distretto del Perù, facente parte della provincia di Contralmirante Villar, nella regione di Tumbes.